# Hereclean
Hereclean es una comuna ubicada en el distrito de Sălaj, Rumania.

## Superficie
Posee una superficie de 71,63 kilómetros cuadrados.

## Demografía
Hasta 2021 la población era de 3941 habitantes, con una densidad de población de 55,02 habitantes por kilómetro cuadrado.